# Bagam
Bagam est une collectivité traditionnelle Bamiléké située dans l'Arrondissement de Galim, Département des Bamboutos, Région de l'Ouest du Cameroun.

## Géographie
La localité est située sur la route provinciale P15 (axe Mbouda-Kouoptamo) à 10 km à l'ouest du chef-lieu communal Galim.

## Dynastie des Rois
Depuis sa création, la chefferie Bagam a connu une succession de 15 rois, à savoir :
1. Fong Mbeve (XIXe siècle)
2. Fong Sobe Sobe (XIXe siècle)
3. Fong Ngah'Ngap (XIXe siècle)
4. Fong Fendju Makue Mbessa (XIXe siècle)
5. Fong Tsoto (XIXe siècle)
6. Fong Mombot (XIXe siècle)
7. Fong Kouo Ndèpang (XIXe siècle)
8. Fong Tetang Mbekou (XIXe siècle - 1903)
9. Fong Mefré (1903 - 1910)
10. Fong Poufong (1910 - 1917)
11. Fong Pehuié Tendop Paul (1918 - 1963)
12. Fong Tengruh (1963) (il assuma l'intérim du 11e roi pendant 3 mois en attendant le successeur)
13. Fong Prowo Tenkue Pehuié Josué (1963 - 1971)
14. Fong Zossie Tenkue Simo Jean-Marie (1971- 2020)
15. Fong tendop Zossie dieudonné